# Barbro Holmberg

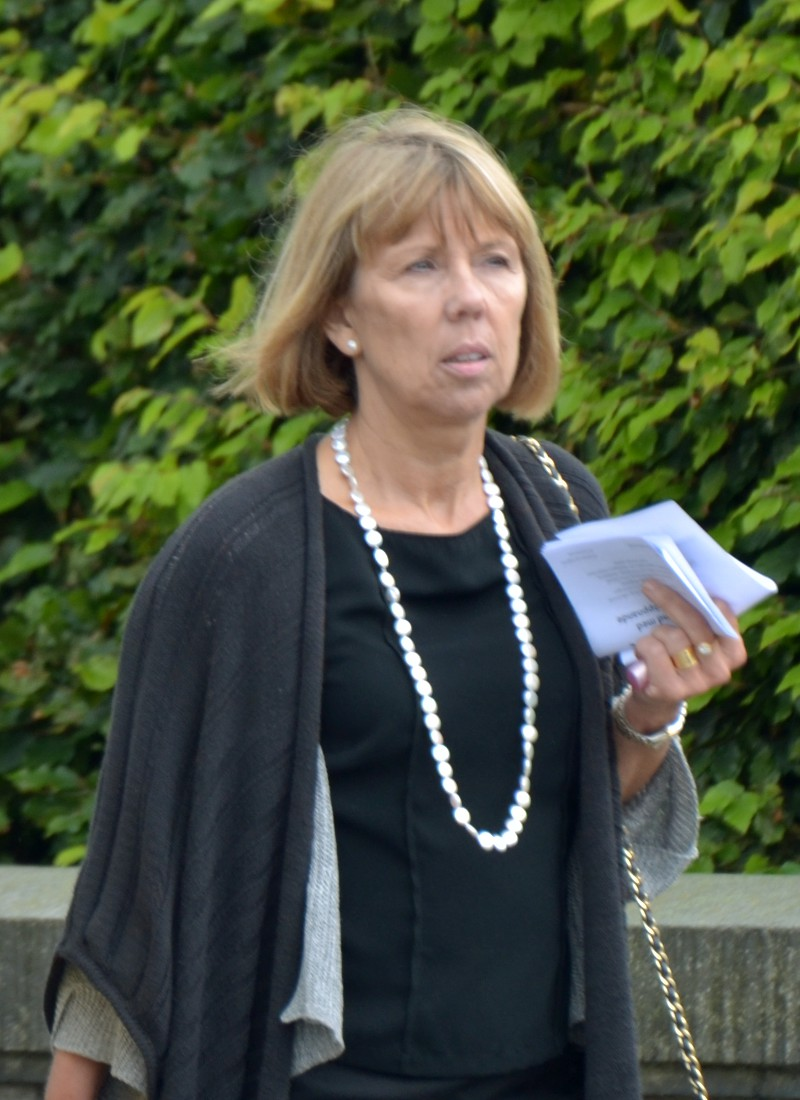
Barbro Holmberg (2012)

Barbro Margareta Holmberg (geborene Holmström) (* 7. April 1952 in Stensele, Västerbottens län, Schweden) ist eine schwedische sozialdemokratische Politikerin, die von 2003 bis 2006 Migrationsministerin war.

## Biografie
Barbro Holmberg wurde am 7. April 1952 in Stensele im südlichen Lappland geboren. An der Universität Stockholm erwarb sie einen Abschluss in Sozialarbeitswissenschaft.
Holmberg war 1999 bis 2002 Migrationsexpertin im Außenministerium und wurde 2002 Staatssekretärin des damaligen Migrationsministers Jan O. Karlsson. 2003 wurde sie zur Generaldirektorin der schwedischen Migrationsbehörde berufen, trat aber noch im gleichen Jahr wieder zurück. Von 2003 bis 2006 war sie Migrationsministerin. Von 2008 bis 2015 war sie Regierungspräsidentin (Gouverneurin) der Provinz Gävleborgs län.
1974 bis 1976 war Barbro Holmberg mit Mats Holmberg verheiratet. Aus ihrer zweiten Ehe mit Thomas Nordegren hat sie drei Kinder. Ihre Tochter Elin Nordegren war mit dem US-amerikanischen Golfspieler Tiger Woods verheiratet.